# Погоржельская, Зула
Зуля Погоржельская (пол. Zula Pogorzelska, настоящее имя София-Алина-Люция Андреевна Погоржельская) — известная польская певица, танцовщица, актриса театра, кино и кабаре.

## Биография
Зуля (сценический псевдоним) Погоржельская родилась в  1896 г. в Евпатории. В 1914 году София-Алина-Люция (трёх имён) Погоржельская закончила Евпаторийскую женскую гимназию (7 классов) и получила аттестат под номером № 90. 
Первые уроки вокала и актерской игры Зуля брала у матери, а её отец Андрей Антонович Погоржельский, земской врач в Евпаторийской земской уездной больнице, неоднократно избираемый гласным (депутатом) Евпаторийской городской Думы, являвшийся членом электро-трамвайной и театральной комиссий, надворный советник (в 1914), имел большой двухэтажный дом на Гоголевской улице. Он был крёстным отцом Янины Генрих, дочери первого в истории Евпатории городского архитектора Адама Людвиговича Генриха. Кстати, обе девочки (Янина Генрих и Зуля Погоржельская) учились в одном классе гимназии. В 1912 году в доме  А. А. Погоржельского открылась частная семиклассная женская гимназия В. А. Миронович и А. П. Рущинской. Квартира начальницы А. П. Рущинской находилась при гимназии. Потом в этом здании размещалась школа № 5.
Во время первой мировой войны состоялось турне Зули Погоржельской по Крыму с собственной художественной программой. 
14 июля 1917 года в Евпаторийском городском театре состоялся Художественный вечер, устраиваемый Польским обществом, средства от которого поступили в помощь голодающим в Царстве Польском и часть - на строительство в Евпатории костела (оно было окончено к 1919 году и возводилось по проекту А. Л. Генриха, который не только осуществлял авторский надзор за стройкой, но и как председатель Польского общества решал вопросы финансирования строительства, куда вкладывал и собственные личные средства в значительном объеме). В концертном отделении вечера выступала "молодая исполнительница пластических танцев Зуля Погоржельская, которая под псевдонимом Зули Патори всю зиму пользовалась успехом в турне по Кавказу и Закаспийскому краю", - писала газета "Евпаторийские новости в заметке от 9 июля 1917 года, № 1380.
Потом она уехала в Польшу, где дебютировала в театре в 1919 году в Варшаве, пела и танцевала (в том числе песни, стихи к которых писал её супруг) в варшавских  театрах варьете "Qui Pro Quo", "Персидские Глаза", "Морское Око" и "Богема", была комедийной актрисой польских театров, талантливой певицей и королевой варшавского  кабаре.
Умерла 10 февраля 1936 года в Вильнюсе, похоронена на кладбище Старые Повонзки в Варшаве.
Муж — Конрад Том, польский актёр, сценарист, кинорежиссёр, композитор, певец и автор песен.

## Избранная фильмография
- 1926 — Золотая лихорадка / Gorączka złotego
- 1930 — Корыстная любовь / Niebezpieczny romans
- 1932 — Стометровка любви / Sto metrów miłości
- 1932 — Уланы, уланы... / Ułani, ułani, chłopcy malowani
- 1932 — Безымянные герои / Bezimienni bohaterowie
- 1933 — Ромео и Юлечка / Romeo i Julcia
- 1933 — Двенадцать стульев / Dvanáct křesel
- 1933 — Игрушка / Zabawka
- 1934 — Влюблён, любит, уважает / Kocha, lubi, szanuje